# Liste der Bodendenkmäler in Beelen
Die Liste der Bodendenkmäler in Beelen enthält die denkmalgeschützten unterirdischen baulichen Anlagen, Reste oberirdischer baulicher Anlagen, Zeugnisse tierischen und pflanzlichen Lebens und paläontologischen Reste auf dem Gebiet der Gemeinde Beelen im Kreis Warendorf in Nordrhein-Westfalen (Stand: Oktober 2020). Diese Bodendenkmäler sind in Teil B der Denkmalliste der Gemeinde Beelen eingetragen; Grundlage für die Aufnahme ist das Denkmalschutzgesetz Nordrhein-Westfalen (DSchG NRW).
| Bild | Bezeichnung                         | Lage            | Beschreibung | Bauzeit | Eingetragen seit | Denkmal- nummer |
| ---- | ----------------------------------- | --------------- | ------------ | ------- | ---------------- | --------------- |
|      | Landwehr-Teilstück                  | Serriesteich    |              |         |                  | 1               |
|      | Landwehr-Teilstück                  | Serriesteich    |              |         |                  | 2               |
|      | Landwehr-Teilstück                  | Serriesteich    |              |         |                  | 3               |
|      | Frühmittelalterlicher Friedhof      | Kreisstraße     |              |         |                  | 4               |
|      | Frühmittelalterlicher Friedhof      | Kreisstraße     |              |         |                  | 5               |
|      | Landwehr-Teilstück                  | Neumühlenstraße |              |         |                  | 6               |
|      | Landwehr-Teilstück                  | Oester          |              |         |                  | 7               |
|      | Landwehr-Teilstück                  | Hemfeld         |              |         |                  | 8               |
|      | Ehemalige Kirche St. Johann Baptist | Kirchplatz      |              |         |                  | 9               |
|      | Ehemaliger Schultenhof              | Ortsrand West   |              |         |                  | 10              |